# Universal Ike Makes a Monkey of Himself
Universal Ike Makes a Monkey of Himself è un cortometraggio muto del 1914. Il nome del regista non viene riportato.
Il film, a un rullo, fa parte di una serie che aveva come protagonista il personaggio di Ike, interpretato da Augustus Carney, un attore comico divenuto estremamente popolare con i corti western dell'Essanay, una casa di produzione di Chicago che lui aveva però lasciato per passare all'Universal.

## Trama
Una compagnia di giro arriva nel ranch dove Ike fa il cuoco. La prima donna affascina Ike, che fa di tutto per attirare la sua attenzione. Ma la donna gli preferisce la sua scimmietta.

## Produzione
Il film fu prodotto dall'Universal Film Manufacturing Company.

## Distribuzione
Distribuito dall'Universal Film Manufacturing Company, uscì nelle sale cinematografiche USA il 14 aprile 1914.